# Heinrich Tiefers
Heinrich Tiefers (* 4. August 1873 in Krefeld; † 11. Dezember 1935) war ein deutscher Bankdirektor und Königlich-Niederländischer Konsul.

## Leben

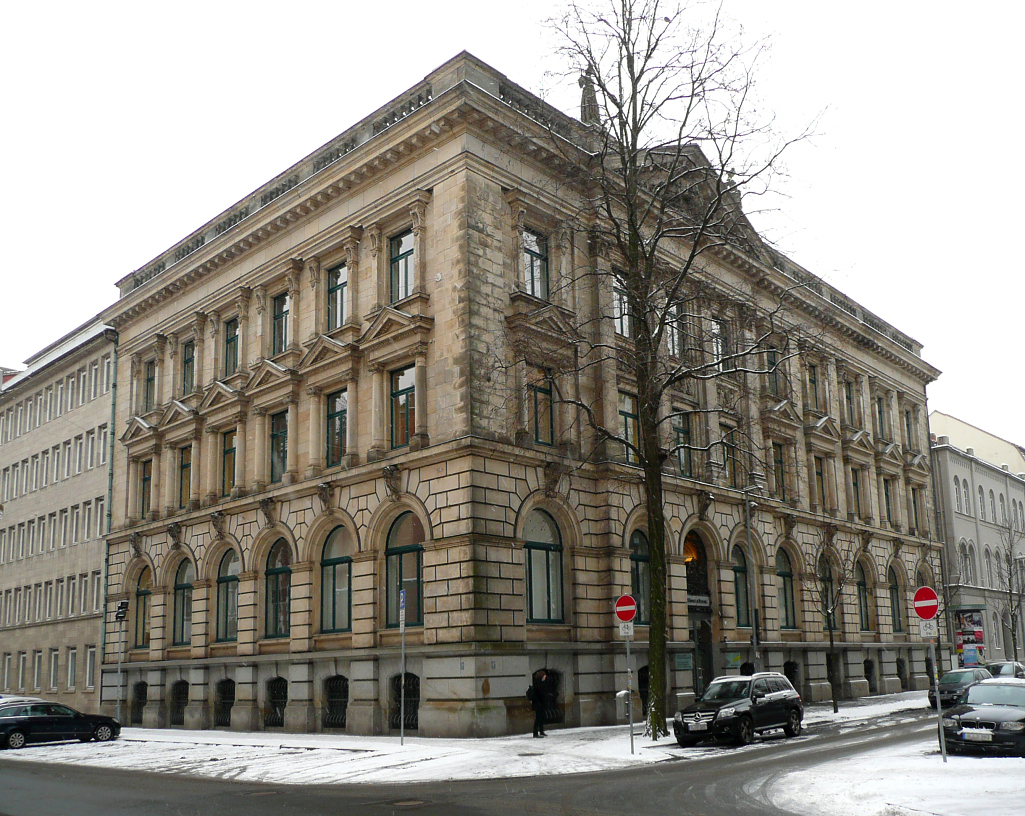
Das heute denkmalgeschützte Gebäude der ehemaligen Braunschweig-Hannoverschen Hypothekenbank in der Landschaftstraße 8 in Hannover, mehr als 25 Jahre Wirkungsstätte von Heinrich Tiefers

Über den Werdegang von Heinrich Tiefers ist nur wenig bekannt. Er übernahm 1908 als Direktor die Leitung der Braunschweig-Hannoverschen Hypothekenbank in Hannover unter der damaligen Adresse Landschaftstraße 8. Noch zur Zeit des Deutschen Kaiserreichs wurde Tiefers, der zudem über französische und niederländische Sprachkenntnisse verfügte – laut einem Beschluss der Niederlande vom 4. März 1912 – zum niederländischen Konsul mit Sitz in Hannover ernannt.
Während des Ersten Weltkrieges vertrat Heinrich Tiefers laut einem Bericht des Hannoverschen Kuriers vom 1. April 1933, erschienen anlässlich des 25-jährigen Dienstjubiläums Tiefers als Direktor der Braunschweig-Hannoverschen Hypothekenbank, unter anderem auch die Interessen des Vereinigten Königreichs Großbritannien und Irland sowie von Griechenland. Zudem war er Delegierter des Niederländischen Roten Kreuzes sowie der Niederländischen Ambulanz für Deutschland. So wurde er bereits vor dem Herbst 1918 für seine Verdienste im Ersten Weltkrieg mit der Verleihung des Königlich-Preußischen Verdienstkreuzes für Kriegshilfe geehrt. Doch auch noch in den ersten Jahren der Weimarer Republik, auch während der großen Typhus-Epidemie, verschaffte Tiefers hilfsbedürftigen Menschen in Hannover „[...] reiche Gaben“.
Wegen seines Eintretens für die Studentenhilfe wurde der Niederländische Konsul und Bankdirektor am 21. Juni 1922 durch die Technische Hochschule Hannover mit der Verleihung des Titels eines akademischen Ehrenbürgers ausgezeichnet.
Zudem wirkte Heinrich Tiefers rund 11 Jahre lang als Handelsrichter am Landgericht Hannover. Er war zudem Stellvertretender Vorsitzender des Hannoverschen Verkehrsverein und Mitglied des Vorstandes der Hannoverschen Börse.
Nach einer Anzeige eines gewissen „[...] Herrn Wederkind“ gegen Tiefers aufgrund „[...] der Art und Weise wie er mit gesunden Lebensmitteln usw. gehandelt hat“, wurde der Bankdirektor angeklagt. Nach der Machtergreifung durch die Nationalsozialisten teilte der seinerzeitige hannoversche Hochschul-Rektor der Dozentenschaft mit Schreiben vom 16. April 1934 mit, dass Nachforschungen aufgrund eines Schreibens vom 6. April 1934 das Urteil des NSDAP-Gauleiters des Gaus Südhannover-Braunschweig, Bernhard Rust, den Entzug des Ehrenbürgertitels für Tiefers notwendig machten. Allerdings konnten bisherige Forschungen Anfang des 21. Jahrhunderts bisher nicht klären, ob und wie das Verfahren gegen Tiefers fortgeführt wurde.
Allerdings wurde Heinrich Tiefers – wenige Monate vor seinem Tod – ein weiteres Mal geehrt: durch Königlich-Niederländischen Beschluss vom 17. August 1935 wurde ihm der Titel eines Ritters des Ordens von Oranien-Nassau verliehen.